# Сенат Зимбабве
Сенат Зимбабве (англ. Senate of Zimbabwe) является верхней палатой двухпалатного парламента Зимбабве. Он существовал с 1980 по 1989 год и был восстановлен в ноябре 2005 года.

## История
Изначально, Сенат состоял из 40 членов, большинство из которых были избраны Палатой собрания, а остальные были назначены Президентом. Согласно Ланкастерхаузскому соглашению, 20% мест в обеих палатах были зарезервированы для белых до 1987 года. В 1989 году он Сенат был упразднён конституционной поправкой, причем многие сенаторы были назначены в Палату собрания.
Восстановленный сенат, сформированный после выборов, состоявшихся 26 ноября 2005 года, насчитывал в общей сложности 66 членов. 50 членов (по 5 от каждой провинции), непосредственно избираемых в одномандатных избирательных округах, используя систему простого большинства. Президент назначил 6 дополнительных членов. Двадцать одна женщина (20 избранных и 1 назначенная) заняли места в Сенате.
Конституция Зимбабве, поправка № 18 от 2007 года предусматривала расширение Сената на 93 места: 6 (шесть) сенаторов из каждой провинции, непосредственно избранных избирателями, зарегистрированными в 60 избирательных округах Сената; 10 губернаторов провинций, назначенных президентом; президент и заместитель председателя Совета директоров; 16 директоров , являющихся двумя директорами из каждой провинции, кроме столицы, и пять сенаторов, назначенных президентом.
Состав был снова изменен после принятия поправок в конституцию 2013 года. Нынешний сенат состоит из 80 членов. 60 избираются на пятилетние сроки в 6-местных избирательных округах, представляющих одну из 10 провинций, избираемых на основе голосов на выборах в нижние палаты, используя пропорциональное представительство партийных списков.